# Jean Ronsmans
Jean Ronsmans (* 6. August 1947 in Ixelles/Elsene; † 15. April 2016 in Brüssel) war ein belgischer Radrennfahrer.

## Sportliche Laufbahn
Ronsmans war im Straßenradsport und im Bahnradsport aktiv. Als Amateur gewann er 1967 das Eintagesrennen Rund um Dortmund, 1968 zwei Etappen im Flèche du Sud und 1969 eine Etappe in der Belgien-Rundfahrt der Amateure. In der Internationalen Friedensfahrt 1969 kam er auf den 41. Rang. Auf der Bahn wurde er 1969 Vize-Meister im Dernyrennen hinter Eddy Reyniers.
1969 wurde er Berufsfahrer und blieb bis 1975 als Radprofi aktiv. In der Vuelta a España 1970 gewann er eine Etappe, im Endklassement wurde er 54. Im Giro d’Italia 1970 kam er auf den 82. Platz. 